# Resultat i val till Sveriges riksdag
Tabellerna nedan är en översikt över resultat i Riksdagsval i Sverige. För detaljerad information, se respektive valartikel.

## Val till riksdagen och andra kammaren
Resultat i andrakammarval till Sveriges riksdag åren 1911–1968 samt riksdagsval 1970–2018. Partier som har innehaft mandat listas separat, medan samtliga resterande partiers resultat sammanförs under rubriken "övriga partier".
Vid andrakammarvalet 1911 tillämpades första gången ett proportionellt valsystem, och det var också det första val vid vilket valsedlarna påbjöds att ha en partibeteckning. Sålunda är detta val även det första andrakammarval vars resultat kan beskrivas i ett tydligt partipolitiskt utfall.

### Valresultat parti för parti
| År          | Social- demokraterna(S) | Liberalerna(L) | Moderata samlings- partiet(M) | Centerpartiet(C)          | Jordbrukarnas Riksförbund(JRF) | Vänsterpartiet (V) | Sverges Social- demokratiska Vänsterparti(SSV) | Sveriges liberala parti(LIB) | Sverges kommunistiska parti(SKP) | Socialistiska partiet(SP)  | Övriga partier(ÖVR) | Valdeltagande |
| 1911        | 28,5                    | 40,2           | 31,3                          |                           |                                |                    |                                                |                              |                                  |                            | 0,0                 | 57,0 %        |
| 1914 (27/3) | 30,1                    | 32,2           | 37,7                          |                           |                                |                    |                                                |                              |                                  |                            | 0,0                 | 69,9 %        |
| 1914 (25/9) | 36,4                    | 26,9           | 36,5                          | 0,2                       |                                |                    |                                                |                              |                                  |                            | 0,0                 | 66,2 %        |
| 1917        | 31,1                    | 27,6           | 24,7                          | 5,3                       | 3,1                            | 8,1                |                                                |                              |                                  |                            | 0,1                 | 65,8 %        |
| 1920        | 29,7                    | 21,8           | 27,8                          | 7,9                       | 6,2                            | 6,4                |                                                |                              |                                  |                            | 0,3                 | 55,3 %        |
| 1921        | 36,2                    | 18,7           | 25,8                          | 11,1                      |                                | 4,6                | 3,2                                            |                              |                                  |                            | 0,4                 | 54,2 %        |
| 1924        | 41,1                    | 13,0           | 26,1                          | 10,8                      |                                | 3,6                |                                                | 3,9                          | 1,5                              |                            | 0,0                 | 53,0 %        |
| 1928        | 37,0                    | 12,9           | 29,4                          | 11,2                      |                                | 6,4                |                                                | 3,0                          |                                  |                            | 0,1                 | 67,4 %        |
| 1932        | 41,7                    | 9,8            | 23,1                          | 14,1                      |                                | 3,0                |                                                | 1,9                          |                                  | 5,3                        | 1,1                 | 68,6 %        |
| 1936        | 45,9                    | 12,9           | 17,6                          | 14,3                      |                                | 3,3                |                                                |                              |                                  | 4,4                        | 1,6                 | 74,5 %        |
| 1940        | 53,8                    | 12,0           | 18,0                          | 12,0                      |                                | 3,5                |                                                |                              |                                  | 0,7                        | 0,0                 | 70,3 %        |
| 1944        | 46,7                    | 12,9           | 15,9                          | 13,6                      |                                | 10,3               |                                                |                              |                                  |                            | 0,7                 | 71,9 %        |
| 1948        | 46,1                    | 22,8           | 12,3                          | 12,4                      | Krist- demokraterna(KD)        | 6,3                | Miljöpartiet de gröna(MP)                      | Sverige- demokraterna(SD)    | Ny demokrati(NYD)                |                            | 0,1                 | 82,7 %        |
| 1952        | 46,1                    | 24,4           | 14,4                          | 10,7                      | Krist- demokraterna(KD)        | 4,3                | Miljöpartiet de gröna(MP)                      | Sverige- demokraterna(SD)    | Ny demokrati(NYD)                |                            | 0,1                 | 79,1 %        |
| 1956        | 44,6                    | 23,8           | 17,1                          | 9,4                       | Krist- demokraterna(KD)        | 5,0                | Miljöpartiet de gröna(MP)                      | Sverige- demokraterna(SD)    | Ny demokrati(NYD)                |                            | 0,1                 | 79,8 %        |
| 1958        | 46,2                    | 18,2           | 19,5                          | 12,7                      | Krist- demokraterna(KD)        | 3,4                | Miljöpartiet de gröna(MP)                      | Sverige- demokraterna(SD)    | Ny demokrati(NYD)                |                            | 0,0                 | 77,4 %        |
| 1960        | 47,8                    | 17,5           | 16,5                          | 13,6                      | Krist- demokraterna(KD)        | 4,5                | Miljöpartiet de gröna(MP)                      | Sverige- demokraterna(SD)    | Ny demokrati(NYD)                |                            | 0,1                 | 85,9 %        |
| 1964        | 47,3                    | 17,0           | 13,7                          | 13,2                      | 1,8                            | 5,2                |                                                |                              |                                  |                            | 1,8                 | 83,3 %        |
| 1968        | 50,1                    | 14,3           | 12,9                          | 15,7                      | 1,5                            | 3,0                |                                                |                              |                                  |                            | 2,6                 | 89,3 %        |
| 1970        | 45,3                    | 16,2           | 11,5                          | 19,9                      | 1,8                            | 4,8                |                                                |                              |                                  |                            | 0,4                 | 88,3 %        |
| 1973        | 43,6                    | 9,4            | 14,3                          | 25,1                      | 1,8                            | 5,3                |                                                |                              |                                  |                            | 0,6                 | 90,84 %       |
| 1976        | 42,7                    | 11,1           | 15,6                          | 24,1                      | 1,4                            | 4,8                |                                                |                              |                                  |                            | 0,4                 | 91,76 %       |
| 1979        | 43,2                    | 10,6           | 20,3                          | 18,1                      | 1,4                            | 5,6                |                                                |                              |                                  |                            | 0,8                 | 90,72 %       |
| 1982        | 45,6                    | 5,9            | 23,6                          | 15,5                      | 1,9                            | 5,6                | 1,7                                            |                              |                                  |                            | 0,2                 | 91,44 %       |
| 1985        | 44,7                    | 14,2           | 21,3                          | (Deltog som Centern) 12,4 | (Deltog som Centern) 12,4      | 5,4                | 1,5                                            |                              |                                  | Feministiskt initiativ(Fi) | 0,5                 | 89,93 %       |
| 1988        | 43,2                    | 12,2           | 18,3                          | 11,3                      | 2,9                            | 5,8                | 5,5                                            | 0,02                         |                                  | Feministiskt initiativ(Fi) | 0,7                 | 85,96 %       |
| 1991        | 37,6                    | 9,1            | 21,9                          | 8,5                       | 7,1                            | 4,5                | 3,4                                            | 0,1                          | 6,7                              | Feministiskt initiativ(Fi) | 0,9                 | 86,73 %       |
| 1994        | 45,3                    | 7,2            | 22,4                          | 7,7                       | 4,1                            | 6,2                | 5,0                                            | 0,3                          | 1,2                              | Feministiskt initiativ(Fi) | 0,8                 | 86,82 %       |
| 1998        | 36,4                    | 4,7            | 22,9                          | 5,1                       | 11,8                           | 12,0               | 4,5                                            | 0,4                          | 0,2                              |                            | 2,2                 | 81,39 %       |
| 2002        | 39,8                    | 13,4           | 15,2                          | 6,2                       | 9,1                            | 8,4                | 4,6                                            | 1,4                          |                                  |                            | 1,7                 | 80,11 %       |
| 2006        | 35,0                    | 7,5            | 26,2                          | 7,9                       | 6,6                            | 5,9                | 5,2                                            | 2,9                          |                                  | 0,7                        | 2,1                 | 81,99 %       |
| 2010        | 30,7                    | 7,1            | 30,1                          | 6,6                       | 5,6                            | 5,6                | 7,3                                            | 5,7                          |                                  | 0,4                        | 1,0                 | 84,63 %       |
| 2014        | 31,0                    | 5,4            | 23,3                          | 6,1                       | 4,6                            | 5,7                | 6,9                                            | 12,9                         |                                  | 3,1                        | 0,9                 | 85,81 %       |
| 2018        | 28,3                    | 5,5            | 19,8                          | 8,6                       | 6,3                            | 8,0                | 4,4                                            | 17,5                         |                                  | 0,5                        | 1,0                 | 87,18 %       |
| 2022        | 30,3                    | 4,6            | 19,1                          | 6,7                       | 5,3                            | 6,7                | 5,1                                            | 20,5                         |                                  |                            | 1,5                 | 84,21 %       |

  parti ingick efter valet i socialdemokratiskt ledd regering
  parti stödde efter valet socialdemokratiskt ledd regering
  parti ingick efter valet i borgerlig regering
  parti stödde efter valet borgerlig regering
  parti ingick efter valet i samlingsregering
  parti nådde inte riksdagsmandat i valet
Fetstilt: största parti i valet

## Första kammaren
1867–1970 fanns i Sveriges riksdag även en första kammare. I tabellerna nedan listas de partirelaterade val som skedde 1911–1969.
| Förstakammarvalen 1911–1917 | Förstakammarvalen 1911–1917 | Förstakammarvalen 1911–1917 | Förstakammarvalen 1911–1917 | Förstakammarvalen 1911–1917 | Förstakammarvalen 1911–1917 | Förstakammarvalen 1911–1917 | Förstakammarvalen 1911–1917 | Förstakammarvalen 1911–1917 | Förstakammarvalen 1911–1917 |
| Röster (valmän)             | Röster (valmän)             | Röster (valmän)             | Röster (valmän)             | Röster (valmän)             | Röster (valmän)             | Valda (riksdagsmän)         | Valda (riksdagsmän)         | Valda (riksdagsmän)         | Valda (riksdagsmän)         |
| År                          | AVF                         | FrL                         | S                           | ÖVR                         | Totalt                      | AVF                         | FrL                         | S                           | Totalt                      |
| --------------------------- | --------------------------- | --------------------------- | --------------------------- | --------------------------- | --------------------------- | --------------------------- | --------------------------- | --------------------------- | --------------------------- |
| År                          |                             |                             |                             | ÖVR                         | Totalt                      |                             |                             |                             | Totalt                      |
| 1911                        | 848                         | 487                         | 176                         | 3                           | 1 514                       | 87                          | 51                          | 12                          | Samtliga 150                |
| 1912                        | 122                         | 74                          | 27                          | 0                           | 223                         | 15                          | 8                           | 2                           | 25 av 150                   |
| 1913                        | 147                         | 84                          | 27                          | 0                           | 258                         | 16                          | 9                           | 1                           | 26 av 150                   |
| 1914                        | 151                         | 73                          | 50                          | 0                           | 274                         | 14                          | 8                           | 3                           | 25 av 150                   |
| 1915                        | 153                         | 60                          | 46                          | 0                           | 259                         | 15                          | 6                           | 4                           | 25 av 150                   |
| 1916                        | 152                         | 53                          | 56                          | 2                           | 263                         | 14                          | 6                           | 4                           | 24 av 150                   |
| 1917                        | 145                         | 64                          | 45                          | 0                           | 254                         | 14                          | 8                           | 3                           | 25 av 150                   |

| Förstakammarvalen 1918–1920 | Förstakammarvalen 1918–1920 | Förstakammarvalen 1918–1920 | Förstakammarvalen 1918–1920 | Förstakammarvalen 1918–1920 | Förstakammarvalen 1918–1920 | Förstakammarvalen 1918–1920 | Förstakammarvalen 1918–1920 | Förstakammarvalen 1918–1920 | Förstakammarvalen 1918–1920 | Förstakammarvalen 1918–1920 | Förstakammarvalen 1918–1920 | Förstakammarvalen 1918–1920 | Förstakammarvalen 1918–1920 | Förstakammarvalen 1918–1920 | Förstakammarvalen 1918–1920 |
| Röster (valmän)             | Röster (valmän)             | Röster (valmän)             | Röster (valmän)             | Röster (valmän)             | Röster (valmän)             | Röster (valmän)             | Röster (valmän)             | Röster (valmän)             | Valda (riksdagsmän)         | Valda (riksdagsmän)         | Valda (riksdagsmän)         | Valda (riksdagsmän)         | Valda (riksdagsmän)         | Valda (riksdagsmän)         | Valda (riksdagsmän)         |
| År                          | AVF                         | JRF                         | BF                          | FrL                         | S                           | SSV                         | ÖVR                         | Totalt                      | AVF                         | JRF                         | BF                          | FrL                         | S                           | SSV                         | Totalt                      |
| --------------------------- | --------------------------- | --------------------------- | --------------------------- | --------------------------- | --------------------------- | --------------------------- | --------------------------- | --------------------------- | --------------------------- | --------------------------- | --------------------------- | --------------------------- | --------------------------- | --------------------------- | --------------------------- |
| År                          |                             |                             |                             |                             |                             |                             | ÖVR                         | Totalt                      |                             |                             |                             |                             |                             |                             | Totalt                      |
| 1918                        | 107                         | 6                           | 5                           | 54                          | 50                          | 7                           | 0                           | 229                         | 12                          | 0                           | 0                           | 6                           | 5                           | 1                           | 24 av 150 (+1)              |
| 1919 a                      | 385                         | 80                          | 94                          | 329                         | 505                         | 53                          | 0                           | 1 458                       | 38                          | 8                           | 11                          | 41                          | 49                          | 3                           | Samtliga 150                |
| 1919 b                      | 61                          | 23                          | 4                           | 60                          | 86                          | 4                           | 0                           | 238                         | 6                           | 3                           | 0                           | 8                           | 8                           | 0                           | 25 av 150                   |
| 1920                        | 67                          | 4                           | 24                          | 62                          | 75                          | 23                          | 1                           | 267                         | 6                           | 1                           | 2                           | 8                           | 6                           | 3                           | 26 av 150                   |

| Förstakammarvalen 1921–1928 | Förstakammarvalen 1921–1928 | Förstakammarvalen 1921–1928 | Förstakammarvalen 1921–1928 | Förstakammarvalen 1921–1928 | Förstakammarvalen 1921–1928 | Förstakammarvalen 1921–1928 | Förstakammarvalen 1921–1928 | Förstakammarvalen 1921–1928 | Förstakammarvalen 1921–1928 | Förstakammarvalen 1921–1928 | Förstakammarvalen 1921–1928 | Förstakammarvalen 1921–1928 | Förstakammarvalen 1921–1928 | Förstakammarvalen 1921–1928 | Förstakammarvalen 1921–1928 | Förstakammarvalen 1921–1928 |
| Röster (valmän)             | Röster (valmän)             | Röster (valmän)             | Röster (valmän)             | Röster (valmän)             | Röster (valmän)             | Röster (valmän)             | Röster (valmän)             | Röster (valmän)             | Valda (riksdagsmän)         | Valda (riksdagsmän)         | Valda (riksdagsmän)         | Valda (riksdagsmän)         | Valda (riksdagsmän)         | Valda (riksdagsmän)         | Valda (riksdagsmän)         | Valda (riksdagsmän)         |
| År                          | AVF                         | BF                          | LRP                         | FrL                         | S                           | SKP                         | SSV                         | Totalt                      | AVF                         | BF                          | LRP                         | FrL                         | S                           | SKP                         | SSV                         | Totalt                      |
| --------------------------- | --------------------------- | --------------------------- | --------------------------- | --------------------------- | --------------------------- | --------------------------- | --------------------------- | --------------------------- | --------------------------- | --------------------------- | --------------------------- | --------------------------- | --------------------------- | --------------------------- | --------------------------- | --------------------------- |
| År                          |                             |                             |                             |                             |                             |                             |                             | Totalt                      |                             |                             |                             |                             |                             |                             |                             | Totalt                      |
| 1921                        | 346                         | 173                         | -                           | 305                         | 433                         | 53                          | 53                          | 1 310                       | 41                          | 18                          | -                           | 38                          | 50                          | 1                           | 2                           | Samtliga 150                |
| 1922                        | 43                          | 16                          | -                           | 50                          | 37                          | 8                           | 6                           | 160                         | 5                           | 2                           | -                           | 6                           | 5                           | 1                           | 0                           | 19 av 150                   |
| 1923                        | 51                          | 13                          | 30                          | 30                          | 70                          | 2                           | -                           | 166                         | 6                           | 1                           | 2                           | 2                           | 8                           | 0                           | -                           | 19 av 150                   |
| 1924                        | 40                          | 9                           | 5                           | 22                          | 55                          | 4                           | -                           | 155                         | 4                           | 4                           | 0                           | 4                           | 6                           | 0                           | -                           | 18 av 150                   |
| 1925                        | 56                          | 16                          | 9                           | 22                          | 44                          | 7                           | -                           | 154                         | 8                           | 1                           | 1                           | 4                           | 5                           | 0                           | -                           | 19 av 150                   |
| 1926                        | 69                          | 20                          | 6                           | 13                          | 67                          | 2                           | -                           | 177                         | 7                           | 2                           | 0                           | 3                           | 6                           | 0                           | -                           | 18 av 150                   |
| 1927                        | 57                          | 29                          | 0                           | 31                          | 57                          | 1                           | -                           | 175                         | 7                           | 3                           | 1                           | 3                           | 5                           | 0                           | -                           | 19 av 150                   |
| 1928                        | 35                          | 31                          | 7                           | 9                           | 86                          | 3                           | -                           | 171                         | 4                           | 3                           | 1                           | 1                           | 10                          | 0                           | -                           | 19 av 150                   |

| Förstakammarvalen 1929–1936 | Förstakammarvalen 1929–1936 | Förstakammarvalen 1929–1936 | Förstakammarvalen 1929–1936 | Förstakammarvalen 1929–1936 | Förstakammarvalen 1929–1936 | Förstakammarvalen 1929–1936 | Förstakammarvalen 1929–1936 | Förstakammarvalen 1929–1936 | Förstakammarvalen 1929–1936 | Förstakammarvalen 1929–1936 | Förstakammarvalen 1929–1936 | Förstakammarvalen 1929–1936 | Förstakammarvalen 1929–1936 | Förstakammarvalen 1929–1936 | Förstakammarvalen 1929–1936 | Förstakammarvalen 1929–1936 |
| Röster (valmän)             | Röster (valmän)             | Röster (valmän)             | Röster (valmän)             | Röster (valmän)             | Röster (valmän)             | Röster (valmän)             | Röster (valmän)             | Röster (valmän)             | Valda (riksdagsmän)         | Valda (riksdagsmän)         | Valda (riksdagsmän)         | Valda (riksdagsmän)         | Valda (riksdagsmän)         | Valda (riksdagsmän)         | Valda (riksdagsmän)         | Valda (riksdagsmän)         |
| År                          | AVF                         | BF                          | LRP                         | FrL                         | S                           | K(S)                        | K(K)                        | Totalt                      | AVF                         | BF                          | LRP                         | FrL                         | S                           | K(S)                        | K(K)                        | Totalt                      |
| --------------------------- | --------------------------- | --------------------------- | --------------------------- | --------------------------- | --------------------------- | --------------------------- | --------------------------- | --------------------------- | --------------------------- | --------------------------- | --------------------------- | --------------------------- | --------------------------- | --------------------------- | --------------------------- | --------------------------- |
| År                          |                             |                             |                             |                             |                             |                             |                             | Totalt                      |                             |                             |                             |                             |                             |                             |                             | Totalt                      |
| 1929                        | 68                          | 9                           | 5                           | 11                          | 65                          | 8                           | 8                           | 166                         | 8                           | 1                           | 1                           | 1                           | 7                           | 1                           | 1                           | 19 av 150                   |
| 1930                        | 58                          | 11                          | 1                           | 35                          | 60                          | 4                           | 2                           | 171                         | 6                           | 1                           | 0                           | 4                           | 7                           | 0                           | 1                           | 19 av 150                   |
| 1931                        | 47                          | 19                          | 1                           | 21                          | 77                          | 0                           | 0                           | 165                         | 5                           | 3                           | 0                           | 2                           | 8                           | 0                           | 0                           | 18 av 150                   |
| 1932                        | 46                          | 21                          | 0                           | 13                          | 73                          | 0                           | 0                           | 153                         | 5                           | 3                           | 0                           | 1                           | 9                           | 0                           | 0                           | 18 av 150                   |
| 1933                        | 42                          | 26                          | 6                           | 20                          | 62                          | 0                           | 1                           | 157                         | 5                           | 3                           | 0                           | 2                           | 8                           | 0                           | 0                           | 18 av 150                   |
| 1934                        | 58                          | 22                          | FP: 20                      | FP: 20                      | 76                          | 0                           | 0                           | 176                         | 6                           | 3                           | FP: 2                       | FP: 2                       | 7                           | 0                           | 0                           | 18 av 150                   |
| 1935                        | 42                          | 42                          | FP: 18                      | FP: 18                      | 70                          | 0                           | 2                           | 174                         | 5                           | 5                           | FP: 1                       | FP: 1                       | 8                           | 0                           | 0                           | 19 av 150                   |
| 1936                        | 32                          | 29                          | FP: 9                       | FP: 9                       | 100                         | 1                           | 3                           | 174                         | 3                           | 3                           | FP: 2                       | FP: 2                       | 11                          | 0                           | 0                           | 19 av 150                   |

| Förstakammarvalen 1937–1944 | Förstakammarvalen 1937–1944 | Förstakammarvalen 1937–1944 | Förstakammarvalen 1937–1944 | Förstakammarvalen 1937–1944 | Förstakammarvalen 1937–1944 | Förstakammarvalen 1937–1944 | Förstakammarvalen 1937–1944 | Förstakammarvalen 1937–1944 | Förstakammarvalen 1937–1944 | Förstakammarvalen 1937–1944 | Förstakammarvalen 1937–1944 | Förstakammarvalen 1937–1944 | Förstakammarvalen 1937–1944 | Förstakammarvalen 1937–1944 | Förstakammarvalen 1937–1944 |
| Röster (valmän)             | Röster (valmän)             | Röster (valmän)             | Röster (valmän)             | Röster (valmän)             | Röster (valmän)             | Röster (valmän)             | Röster (valmän)             | Röster (valmän)             | Valda (riksdagsmän)         | Valda (riksdagsmän)         | Valda (riksdagsmän)         | Valda (riksdagsmän)         | Valda (riksdagsmän)         | Valda (riksdagsmän)         | Valda (riksdagsmän)         |
| År                          | H                           | LB                          | FP                          | S                           | K(S)                        | K(K)                        | ÖVR                         | Totalt                      | H                           | LB                          | FP                          | S                           | K(S)                        | K(K)                        | Totalt                      |
| --------------------------- | --------------------------- | --------------------------- | --------------------------- | --------------------------- | --------------------------- | --------------------------- | --------------------------- | --------------------------- | --------------------------- | --------------------------- | --------------------------- | --------------------------- | --------------------------- | --------------------------- | --------------------------- |
| År                          |                             |                             |                             |                             |                             |                             | ÖVR                         | Totalt                      |                             |                             |                             |                             |                             |                             | Totalt                      |
| 1937                        | 55                          | 16                          | 22                          | 72                          | 1                           | 3                           | 0                           | 169                         | 6                           | 2                           | 3                           | 9                           | 0                           | 0                           | 20 av 150                   |
| 1938                        | 51                          | 19                          | 21                          | 79                          | 8                           | 2                           | 0                           | 180                         | 6                           | 2                           | 2                           | 9                           | 1                           | 0                           | 20 av 150                   |
| 1939                        | 25                          | 25                          | 20                          | 97                          | 0                           | 0                           | 0                           | 167                         | 2                           | 3                           | 2                           | 11                          | 0                           | 0                           | 18 av 150                   |
| 1940                        | 28                          | 18                          | 12                          | 101                         | 2                           | 0                           | 0                           | 161                         | 3                           | 2                           | 1                           | 12                          | 0                           | 0                           | 18 av 150                   |
| 1941                        | 23                          | 21                          | 28                          | 85                          | 2                           | 0                           | 0                           | 159                         | 3                           | 2                           | 2                           | 10                          | 0                           | 0                           | 17 av 150                   |
| 1942                        | 34                          | 25                          | 16                          | 94                          | 8                           | 0                           | 0                           | 177                         | 3                           | 2                           | 2                           | 11                          | 0                           | 0                           | 18 av 150                   |
| 1943                        | 33                          | 41                          | 14                          | 80                          | 0                           | 0                           | 0                           | 168                         | 4                           | 5                           | 1                           | 9                           | 0                           | 0                           | 19 av 150                   |
| 1944                        | 27                          | 25                          | 11                          | 112                         | 3                           | -                           | 1                           | 179                         | 2                           | 3                           | 1                           | 12                          | 0                           | 0                           | 18 av 150                   |

| Förstakammarvalen 1945–1952 | Förstakammarvalen 1945–1952 | Förstakammarvalen 1945–1952 | Förstakammarvalen 1945–1952 | Förstakammarvalen 1945–1952 | Förstakammarvalen 1945–1952 | Förstakammarvalen 1945–1952 | Förstakammarvalen 1945–1952 | Förstakammarvalen 1945–1952 | Förstakammarvalen 1945–1952 | Förstakammarvalen 1945–1952 | Förstakammarvalen 1945–1952 | Förstakammarvalen 1945–1952 |
| Röster (valmän)             | Röster (valmän)             | Röster (valmän)             | Röster (valmän)             | Röster (valmän)             | Röster (valmän)             | Röster (valmän)             | Valda (riksdagsmän)         | Valda (riksdagsmän)         | Valda (riksdagsmän)         | Valda (riksdagsmän)         | Valda (riksdagsmän)         | Valda (riksdagsmän)         |
| År                          | H                           | LB                          | FP                          | S                           | SKP                         | Totalt                      | H                           | LB                          | FP                          | S                           | SKP                         | Totalt                      |
| --------------------------- | --------------------------- | --------------------------- | --------------------------- | --------------------------- | --------------------------- | --------------------------- | --------------------------- | --------------------------- | --------------------------- | --------------------------- | --------------------------- | --------------------------- |
| År                          |                             |                             |                             |                             |                             | Totalt                      |                             |                             |                             |                             |                             | Totalt                      |
| 1945                        | 44                          | 16                          | 23                          | 78                          | 9                           | 171                         | 5                           | 2                           | 3                           | 11                          | 1                           | 22 av 150                   |
| 1946                        | 36                          | 19                          | 26                          | 99                          | 9                           | 189                         | 4                           | 2                           | 2                           | 11                          | 1                           | 22 av 150                   |
| 1947                        | 18                          | 31                          | 33                          | 91                          | 1                           | 174                         | 1                           | 3                           | 4                           | 10                          | 0                           | 18 av 150                   |
| 1948                        | 19                          | 29                          | 19                          | 91                          | 10                          | 168                         | 2                           | 3                           | 2                           | 10                          | 0                           | 17 av 150                   |
| 1949                        | 19                          | 29                          | 36                          | 66                          | 8                           | 158                         | 2                           | 4                           | 4                           | 7                           | 0                           | 17 av 150                   |
| 1950                        | 21                          | 34                          | 27                          | 79                          | 19                          | 180                         | 2                           | 4                           | 2                           | 9                           | 2                           | 19 av 150                   |
| 1951                        | 21                          | 42                          | 32                          | 84                          | 0                           | 179                         | 2                           | 4                           | 2                           | 9                           | 0                           | 17 av 150                   |
| 1952                        | 17                          | 28                          | 31                          | 112                         | 3                           | 191                         | 1                           | 3                           | 3                           | 11                          | 0                           | 18 av 150                   |

| Förstakammarvalen 1953–1960 | Förstakammarvalen 1953–1960 | Förstakammarvalen 1953–1960 | Förstakammarvalen 1953–1960 | Förstakammarvalen 1953–1960 | Förstakammarvalen 1953–1960 | Förstakammarvalen 1953–1960 | Förstakammarvalen 1953–1960 | Förstakammarvalen 1953–1960 | Förstakammarvalen 1953–1960 | Förstakammarvalen 1953–1960 | Förstakammarvalen 1953–1960 | Förstakammarvalen 1953–1960 |
| Röster (valmän)             | Röster (valmän)             | Röster (valmän)             | Röster (valmän)             | Röster (valmän)             | Röster (valmän)             | Röster (valmän)             | Valda (riksdagsmän)         | Valda (riksdagsmän)         | Valda (riksdagsmän)         | Valda (riksdagsmän)         | Valda (riksdagsmän)         | Valda (riksdagsmän)         |
| År                          | H                           | C                           | FP                          | S                           | SKP                         | Totalt                      | H                           | C                           | FP                          | S                           | SKP                         | Totalt                      |
| --------------------------- | --------------------------- | --------------------------- | --------------------------- | --------------------------- | --------------------------- | --------------------------- | --------------------------- | --------------------------- | --------------------------- | --------------------------- | --------------------------- | --------------------------- |
| År                          |                             |                             |                             |                             |                             | Totalt                      |                             |                             |                             |                             |                             | Totalt                      |
| 1953                        | 29                          | 15                          | 52                          | 76                          | 5                           | 177                         | 3                           | 2                           | 8                           | 10                          | 0                           | 23 av 150                   |
| 1954                        | 18                          | 21                          | 53                          | 106                         | 10                          | 208                         | 2                           | 2                           | 5                           | 10                          | 1                           | 21 av 150                   |
| 1955                        | 26                          | 27                          | 42                          | 106                         | 0                           | 201                         | 1                           | 3                           | 4                           | 10                          | 0                           | 18 av 150                   |
| 1956                        | 22                          | 24                          | 33                          | 109                         | 3                           | 191                         | 1                           | 3                           | 2                           | 10                          | 0                           | 16 av 150                   |
| 1957                        | 30                          | 30                          | 40                          | 90                          | 0                           | 190                         | 3                           | 3                           | 3                           | 8                           | 0                           | 17 av 150                   |
| 1958                        | 28                          | 23                          | 46                          | 89                          | 8                           | 194                         | 2                           | 2                           | 6                           | 9                           | 1                           | 20 av 151                   |
| 1959                        | 42                          | 43                          | 26                          | 94                          | 0                           | 205                         | 3                           | 4                           | 2                           | 8                           | 0                           | 17 av 151                   |
| 1960                        | 47                          | 24                          | 22                          | 116                         | 4                           | 213                         | 4                           | 2                           | 2                           | 10                          | 0                           | 18 av 151                   |

| Förstakammarvalen 1961–1969 | Förstakammarvalen 1961–1969 | Förstakammarvalen 1961–1969 | Förstakammarvalen 1961–1969 | Förstakammarvalen 1961–1969 | Förstakammarvalen 1961–1969 | Förstakammarvalen 1961–1969 | Förstakammarvalen 1961–1969 | Förstakammarvalen 1961–1969 | Förstakammarvalen 1961–1969 | Förstakammarvalen 1961–1969 | Förstakammarvalen 1961–1969 | Förstakammarvalen 1961–1969 |
| Röster (valmän)             | Röster (valmän)             | Röster (valmän)             | Röster (valmän)             | Röster (valmän)             | Röster (valmän)             | Röster (valmän)             | Valda (riksdagsmän)         | Valda (riksdagsmän)         | Valda (riksdagsmän)         | Valda (riksdagsmän)         | Valda (riksdagsmän)         | Valda (riksdagsmän)         |
| År                          | H                           | C                           | FP                          | S                           | VPK                         | Totalt                      | H                           | C                           | FP                          | S                           | VPK                         | Totalt                      |
| --------------------------- | --------------------------- | --------------------------- | --------------------------- | --------------------------- | --------------------------- | --------------------------- | --------------------------- | --------------------------- | --------------------------- | --------------------------- | --------------------------- | --------------------------- |
| År                          |                             |                             |                             |                             |                             | Totalt                      |                             |                             |                             |                             |                             | Totalt                      |
| 1961                        | 49                          | 15                          | 34                          | 84                          | 6                           | 188                         | 7                           | 1                           | 4                           | 10                          | 1                           | 23 av 151                   |
| 1962                        | 50                          | 28                          | 38                          | 134                         | 11                          | 261                         | 5                           | 2                           | 3                           | 12                          | 0                           | 22 av 151                   |
| 1963                        | 25                          | 31                          | 35                          | 118                         | 0                           | 209                         | 1                           | 2                           | 4                           | 10                          | 0                           | 17 av 151                   |
| 1964                        | 22                          | 29                          | 25                          | 112                         | 2                           | 190                         | 1                           | 3                           | 2                           | 9                           | 0                           | 15 av 151                   |
| 1965                        | 27                          | 26                          | 43                          | 92                          | 2                           | 190                         | 3                           | 2                           | 3                           | 9                           | 0                           | 17 av 151                   |
| 1966                        | 30                          | 30                          | 38                          | 99                          | 5                           | 202                         | 2                           | 3                           | 5                           | 10                          | 0                           | 20 av 151                   |
| 1967                        | 34                          | 52                          | 30                          | 87                          | 3                           | 206                         | 2                           | 5                           | 3                           | 7                           | 0                           | 17 av 151                   |
| 1968                        | 35                          | 29                          | 33                          | 112                         | 8                           | 217                         | 3                           | 2                           | 3                           | 11                          | 0                           | 19 av 151                   |
| 1969                        | 40                          | 23                          | 41                          | 80                          | 7                           | 191                         | 5                           | 2                           | 5                           | 10                          | 1                           | 23 av 151                   |

1. ↑  Här har ej 11 elektorer i Norrköpings stad medräknats.